# Jesolo
Jesolo (prononcé : [ˈjɛːzolo]; vénitien : Gèxoło) est un quartier de la ville métropolitaine de Venise dans la région de la Vénétie en Italie.
Le Lido de Jesolo est le premier cordon littoral de la lagune de Venise.

## Toponymie
Le nom de Jesolo vient du latin Equilium (du « cheval » equus et de l'ancien vénète kvo, c’est-à-dire « village des chevaux »). Le nom rappelle l’élevage des chevaux pour lesquels les Paléo-vénètes étaient connus. Le nom actuel de Jesolo dérive probablement d’une série de transformations du nom : Equilo, Esulo, Lesulo, Jexulo, Jexollo, Jesolum.
Le nom correct est Jesolo mais la lettre « J » ne faisant pas partie de l'alphabet italien, l’administration publique italienne se réfère souvent à cette commune avec le nom de « Iesolo ». La société qui publie l’annuaire téléphonique traite les deux noms à égalité.

## Géographie

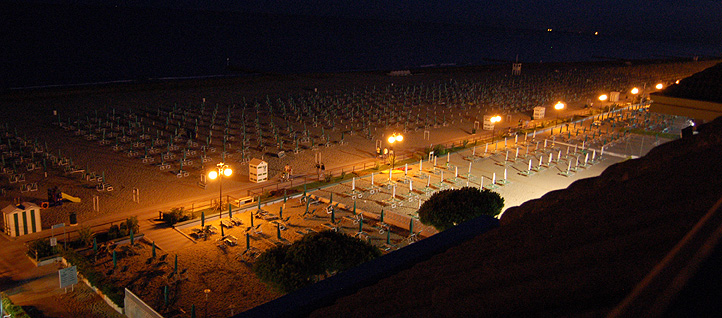
Panorama nocturne de la plage de Jesolo

Le territoire s’étend le long de la côte Vénitienne, sur une zone de plaine face à la mer Adriatique, et est constitué de la lagune de Jesolo (22 km2), des fleuves Sile et Piave, et aux embouchures de ceux-ci par la "laguna del Mort", et l’Adriatique. Les marais de Dragojesolo et de Grassabò forment la zone la plus étendue de la lagune Nord.
La très grande majorité des aires urbaines de la cité, se trouve sur une sorte d’« île » délimitée par les fleuves Piave (à l’est), Sile (à l’ouest) et par le canal artificiel Cavetta.
La zone la plus élevée est celle du « Monte Lepre » avec une altitude de 10 m.

## Histoire
Dans l’Antiquité, le territoire actuel de la commune formait une lagune à l’intérieur de laquelle émergeaient quelques petites îles dont la plus grande était appelée Equilium par les romains. Le site était habité par une population paléo-vénète, connue pour l’élevage de chevaux. Les populations locales furent alliées de Rome contre la menace Celte et permirent aux romains de s’établir pacifiquement dans l’actuelle Vénétie. Les romains latinisèrent les Vénètes et colonisèrent cette terre, construisant routes, ponts et villages. Ils organisèrent le territoire cultivable par la centuriation romaine et commencèrent les premiers travaux d’assainissement des marais.
Avec la chute de l’Empire d'occident survint l’insécurité : les invasions barbares chassèrent les habitants de la plaine, les contraignant à se réfugier dans la lagune, partie de la Vénétie maritime et de l'Italie byzantine. En particulier les habitants d'Oderzo fondèrent la cité d’Héraclée sur l’île de Melidissa, et Jesolo sur l’île d’Equilio.
Grâce à sa position particulière, Jesolo se trouve être au centre des commerces maritimes de la zone nord-Adriatique. Protégée par la lagune, la cité a pu se développer sans discontinuer et être, un moment, le siège du diocèse d’Equilio. Une tragique inondation du Sile et l’arrivée des Francs provoquèrent la décadence du florissant port de Jesolo en 1466 qui ne comptait plus que quelques d’habitations à la fin du XVe siècle.
Un nouveau village, nommé Cavazuccherina, fut créé. Pour améliorer les conditions de vie de la population, la république de Venise exécuta les travaux de détournement des fleuves Sile et Piave. Le village survécut, pendant quelques siècles, aux vicissitudes des conquêtes napoléoniennes et autrichiennes, puis à l’annexion par le royaume d'Italie.
Durant la Première Guerre mondiale, la population de Cavazuccherina dut évacuer les lieux. Les Italiens inondèrent la zone marécageuse près de l’embouchure du Piave, là où les Autrichiens avaient implanté leur garnison. Le paludisme et la grippe de 1918 y firent de nombreuses victimes.
Dans l’après-guerre, le Consortium de bonification du Bas Piave reprit les travaux d'assainissement. La « Grande bonification » fut réalisée de 1920 à 1930 : les cultures du blé, maïs et betterave sucrière furent introduites, auxquelles s’ajoutèrent les plantations d’arbres fruitiers et de vignes.
Le 28 août 1930, la commune prit le nom ancien de Jesolo et, depuis 1936, les localités de « Marina Basse » et de « Spiaggia » sont appelées « Lido di Jesolo ». Cette époque coïncida avec le nouvel essor de l’agriculture et la naissance des premiers établissements de cures d’héliothérapie, des premiers restaurants et auberges, jusqu’au coup d’arrêt provoqué par la Seconde Guerre mondiale.
Une fois la paix revenue, le Lido de Jesolo reprit une activité très soutenue avec la structure de la Croix-Rouge italienne, par l’accueil, dans les années 1960, d'exilés politiques polonais et d’environ un millier de réfugiés de l’ex-Yougoslavie fuyant les massacres des foibe.

## Aujourd’hui
À partir des années 1950, l’administration communale lance un ambitieux programme d’urbanisation (POS). À partir de 2000, plusieurs hôtels sont reconvertis en résidences et beaucoup de zones agricoles passent en zones résidentielles. Cela a permis la construction de dizaines de nouvelles structures d’accueil à faible densité comme les villages touristiques mais, avec quelques édifications de type gratte-ciel (sans précédent en Vénétie).
Les projets d’extension sont très ambitieux : un golf à 19 trous, des tours d’hôtels allant de 8 à 24 étages, entraînant logiquement l’établissement des nombreux magasins, salles de jeux, restaurants, discothèques, etc.

## Économie

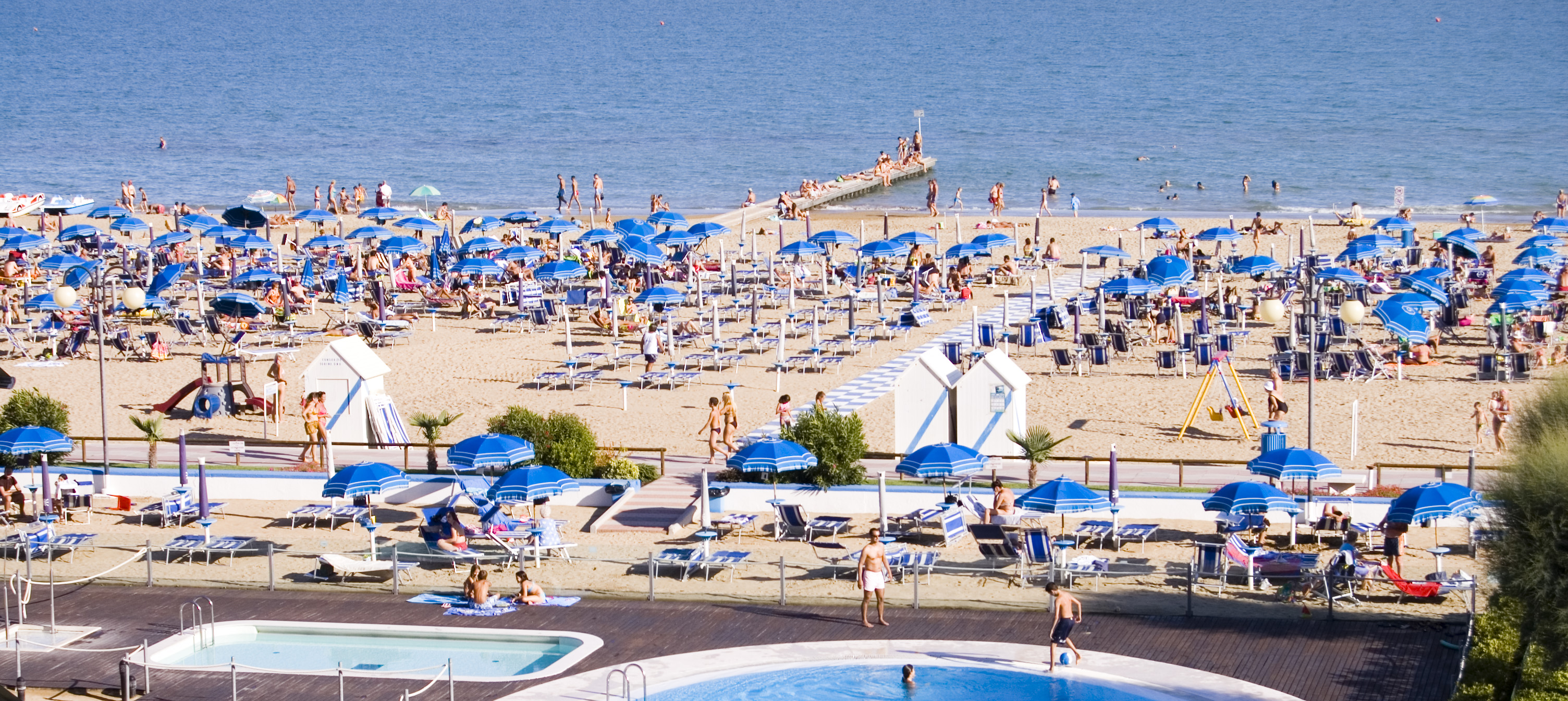
La plage du Lido de Jesolo

L’économie de Jesolo est essentiellement basée sur le tourisme avec nombre de structures d’accueil et de divertissement. Comme beaucoup de localités balnéaires, la population de la commune voit sa population augmenter considérablement durant la période estivale. Parallèlement, le développement du secteur des services liés au tourisme, a entraîné une régression du secteur agricole.

## Administration
| Période                                  | Période      | Identité            | Étiquette     | Qualité |
| ---------------------------------------- | ------------ | ------------------- | ------------- | ------- |
| 2002                                     | 12 juin 2007 | Francesco Calzavara |               |         |
| 12 juin 2007                             | En cours     | Francesco Calzavara | Centro-Destra |         |
| Les données manquantes sont à compléter. |              |                     |               |         |

### Hameaux
Jesolo Lido, Jesolo Pineta, Passarella di Sotto, Cortellazzo, Ca'Pirami, Ca'Fornera

### Communes limitrophes
Cavallino-Treporti, Eraclea, Musile di Piave, San Donà di Piave, Venise.

### Évolution démographique
Habitants recensés